# Olympische Sommerspiele 2004/Leichtathletik – 4 × 100 m (Frauen)
Die 4-mal-100-Meter-Staffel der Frauen bei den Olympischen Spielen 2004 in Athen wurde am 26. und 27. August 2004 im Olympiastadion Athen ausgetragen. In 25 Staffeln nahmen 65 Athletinnen teil.
Olympiasieger wurde die Staffel aus Jamaika in der Besetzung Tayna Lawrence, Sherone Simpson, Aleen Bailey und Veronica Campbell (Finale). Im Vorlauf wurde außerdem Beverly McDonald eingesetzt.
Russland gewann mit Olga Fjodorowa, Julija Tabakowa, Irina Chabarowa und Larissa Kruglowa die Silbermedaille,
Bronze ging an Frankreich (Véronique Mang. Muriel Hurtis, Sylviane Félix, Christine Arron).
Auch die im Vorlauf für das siegreiche Jamaika eingesetzte Läuferin Beverly McDonald erhielt entsprechendes Edelmetall. Rekorde standen dagegen nur den tatsächlich beteiligten Sprinterinnen zu.
Die deutsche Staffel schied in der Vorrunde aus.

Staffeln aus der Schweiz, Österreich und Liechtenstein nahmen nicht teil.

## Aktuelle Titelträgerinnen
| Olympiasiegerinnen 2000                      | Bahamas    | 41,95 s | Sydney 2000        |
| Weltmeisterinnen 2003                        | Frankreich | 41,78 s | Paris 2003         |
| Europameisterinnen 2002                      | Frankreich | 42,46 s | München 2002       |
| Panamerikanische Meisterinnen 2003           | USA        | 43,06 s | Santo Domingo 2003 |
| Zentralamerika und Karibik-Meisterinnen 2003 | Bahamas    | 43,06 s | St. George’s 2003  |
| Südamerika-Meisterinnen 2003                 | Brasilien  | 44,16 s | Barquisimeto 2003  |
| Asienmeisterinnen 2003                       | Thailand   | 44,25 s | Manila 2003        |
| Afrikameisterinnen 2004                      | Nigeria    | 44,32 s | Brazzaville 2004   |
| Ozeanienmeisterinnen 2002                    | Neuseeland | 48,12 s | Christchurch 2002  |

## Rekorde

### Bestehende Rekorde
| Weltrekord         | 41,37 s | DDR (Silke Gladisch, Sabine Günther, Ingrid Auerswald, Marlies Göhr) | Canberra, Australien                          | 6. Oktober 1985 |
| Olympischer Rekord | 41,60 s | DDR (Romy Müller, Bärbel Wöckel, Ingrid Auerswald, Marlies Göhr)     | Fiale OS Moskau, Sowjetunion (heute Russland) | 1. August 1980  |

Der bestehende olympische Rekord wurde bei diesen Spielen nicht erreicht. Die schnellste Zeit erzielte das Team der USA, das im Finale vorzeitig ausschied, mit 41,67 s im ersten Vorlauf. Damit verfehlte diese Staffel den Rekord um sieben Hundertstelsekunden. Zum Weltrekord fehlten dreißig Hundertstelsekunden.

### Rekordverbesserungen
Es wurden drei Landesrekorde verbessert:
- 43,08 s – Belgien (Kim Gevaert, Élodie Ouédraogo, Lien Huyghebaert, Katleen De Caluwé), erster Vorlauf am 26. August
- 43,08 s – Jamaika (Tayna Lawrence, Sherone Simpson, Aleen Bailey, Veronica Campbell), Finale am 27. August
- 43,08 s – Belarus (Julija Neszjarenka, Natallja Safronnikawa, Alena Daniljuk-Neumjarschyzkaja, Aksana Drahun), Finale am 27. August

## Doping
Im Gefolge der BALCO-Affäre stellte sich heraus, dass die auch in diesem Wettbewerb beteiligte US-Amerikanerin Marion Jones gedopt hatte. Das US-Team kam hier unerwarteterweise nicht zu Medaillenehren, weshalb dieses Resultat wohl von der Disqualifikation der Athletin nicht betroffen war. Offiziell wurde Marion Jones für die Spiele hier in Athen ihr fünfter Rang im Weitsprung aberkannt.

## Vorrunde
Insgesamt wurden zwei Vorläufe absolviert. Für das Finale qualifizierten sich pro Lauf die ersten drei Staffeln (hellblau unterlegt). Darüber hinaus kamen die zwei Zeitschnellsten, die sogenannten Lucky Loser (hellgrün unterlegt), weiter.
Anmerkung: Alle Zeitangaben sind auf Ortszeit Athen (UTC+2) bezogen.

### Vorlauf 1
26. August 2004, 22:00 Uhr
| Platz | Staffel      | Besetzung                                                              | Zeit (s) | Anmerkung |
| ----- | ------------ | ---------------------------------------------------------------------- | -------- | --------- |
| 1     | USA          | Angela Williams Marion Jones Lauryn Williams LaTasha Colander          | 41,67    |           |
| 2     | Bahamas      | Debbie Ferguson-McKenzie Shandria Brown Chandra Sturrup Tamicka Clarke | 43,02    |           |
| 3     | Belgien      | Kim Gevaert Élodie Ouédraogo Lien Huyghebaert Katleen De Caluwé        | 43,08    | NR        |
| 4     | Brasilien    | Kátia Santos Lucimar de Moura Rosemar Coelho Neto Luciana dos Santos   | 43,12    |           |
| 5     | Kolumbien    | Norma González Digna Luz Murillo Felipa Palacios Melisa Murillo        | 43,30    |           |
| 6     | Deutschland  | Katja Wakan-Tengel Birgit Rockmeier Marion Wagner Sina Schielke        | 43,64    |           |
| 7     | Ukraine      | Schanna Block Tetjana Tkalitsch Marina Majdanowa Irina Koschemjakina   | 43,77    |           |
| 8     | Griechenland | Maria Karastamati Marina Vasarmidou Effrosini Patsou Georgia Kokloni   | 44,45    |           |

### Vorlauf 2
26. August 2004, 22:09 Uhr
| Platz | Staffel             | Besetzung                                                                              | Zeit (s) |
| ----- | ------------------- | -------------------------------------------------------------------------------------- | -------- |
| 1     | Russland            | Larissa Kruglowa Irina Chabarowa Julija Tabakowa Olga Fjodorowa                        | 42,12    |
| 2     | Jamaika             | Aleen Bailey Beverly McDonald Sherone Simpson Tayna Lawrence                           | 42,20    |
| 3     | Frankreich          | Christine Arron Sylviane Félix Muriel Hurtis Véronique Mang                            | 42,98    |
| 4     | Nigeria             | Endurance Ojokolo Oludamola Osayomi Mercy Nku Gloria Ubiebor                           | 43,12    |
| 5     | Belarus             | Aksana Drahun Alena Daniljuk-Neumjarschyzkaja Natallja Safronnikawa Julija Neszjarenka | 43,06    |
| 6     | Kuba                | Mileidys Lazo Ana López Roxana Díaz Virgen Benavides                                   | 43,60    |
| DNF   | Niederlande         | Anna Maria Kramer Pascal van Assendelft Jacqueline Poelman Joan van den Akker          |          |
| DNF   | Trinidad und Tobago | Ayanna Hutchinson Wanda Hutson Fana Ashby Kelly-Ann Baptiste                           |          |

## Finale
27. August 2004, 22:45 Uhr
| Platz | Staffel    | Besetzung | Zeit (s) | Anmerkung |
| ----- | ---------- | --- | -------- | --------- |
| 1     | Jamaika    | Tayna Lawrence Sherone Simpson Aleen Bailey Veronica Campbell (Finale) im Vorlauf außerdem: Beverly McDonald | 41,73    | NR        |
| 2     | Russland   | Olga Fjodorowa Julija Tabakowa Irina Chabarowa Larissa Kruglowa                                              | 42,27    |           |
| 3     | Frankreich | Véronique Mang Muriel Hurtis Sylviane Félix Christine Arron                                                  | 42,54    |           |
| 4     | Bahamas    | Tamicka Clarke Chandra Sturrup Shandria Brown Debbie Ferguson-McKenzie                                       | 42,69    |           |
| 5     | Belarus    | Julija Neszjarenka Natallja Safronnikawa Alena Daniljuk-Neumjarschyzkaja Aksana Drahun                       | 42,94    | NR        |
| 6     | Belgien    | Katleen De Caluwé Lien Huyghebaert Élodie Ouédraogo Kim Gevaert                                              | 43,11    |           |
| 7     | Nigeria    | Gloria Ubiebor Mercy Nku Oludamola Osayomi Endurance Ojokolo                                                 | 43,42    |           |
| DNF   | USA        | Angela Williams Marion Jones Lauryn Williams LaTasha Colander                                                |          |           |

Als Favoriten galten vor allem die Staffeln Frankreichs (Weltmeisterinnen 2003 / Europameisterinnen 2002 / Vizeweltmeisterinnen 2001), der USA (Vizeweltmeisterinnen 2003) und Jamaikas (drei Läuferinnen hier in Athen im Finale des 100-Meter-Laufs).
Im Endlauf gab es eine Besetzungsänderung: im Team Jamaikas lief Veronica Campbell-Brown anstelle von Beverly McDonald.
Im Finalrennen gingen zunächst die Jamaikanerinnen in Führung. Mit ihrer zweiten Läuferin Marion Jones zog die US-Staffel an Jamaika vorbei. Doch Jones und Lauryn Williams verpatzten den nächsten Wechsel komplett. Williams war zu früh gestartet und musste abbremsen, dabei rannte Jones fast in sie hinein. Dann befand sich Williams bereits außerhalb der Wechselzone und brach das Rennen ab. Nach dem letzten Wechsel führte Jamaika mit mehr als einem Meter Vorsprung vor Russland. Knapp dahinter folgten Belarus, Frankreich und Belgien. Die vier Mannschaften hinter Jamaika lagen eng zusammen. Beverly McDonald brachte Jamaikas Vorsprung ins Ziel und sicherte ihrem Team den Olympiasieg in 41,73 s. Dabei verpasste das siegreiche Team den seit 1980 bestehenden olympischen Rekord nur knapp. Fast eine halbe Sekunde später kam Russland auf Platz zwei ins Ziel, die Französinnen erreichten Platz drei. Bahamas Schlussläuferin Debbie Ferguson-McKenzie zog von weiter hinten noch an der Belarussin Aksana Drahun und der Belgierin Kim Gevaert vorbei auf den vierten Rang vor Belarus und Belgien.
Für Jamaika war es der erste Olympiasieg, für Frankreich der erste Medaillengewinn in der 4-mal-100-Meter-Staffel der Frauen.

## Videolinks
- 2004 Olympics Women's 4x100m Realy, youtube.com, abgerufen am 25. Februar 2022